# Kernkraftwerk Kashiwazaki-Kariwa
Das Kernkraftwerk Kashiwazaki-Kariwa (jap. 柏崎刈羽原子力発電所, Kashiwazaki Kariwa genshiryoku hatsudensho) ist mit sieben Kernreaktoren und einer elektrischen Gesamtleistung von 8.212 MW brutto (7965 MW netto) das theoretisch leistungsstärkste Kernkraftwerk der Welt, de facto sind alle Reaktoren abgeschaltet. Der erste Reaktor wurde 1985 fertiggestellt, sechs weitere folgten. Das Areal der Anlage umfasst 4,2 km² und liegt teils in Kashiwazaki und teils in Kariwa in der Präfektur Niigata an der Küste des Japanischen Meeres. Der Betreiber ist Tokyo Electric Power Company (TEPCO).
Im Jahr 2007 wurde das Kraftwerk durch ein Erdbeben der Stärke 6,6 beschädigt, und alle laufenden Blöcke durch das Sicherheitssystem heruntergefahren. Nach entsprechenden Reparaturen und Nachrüstungen auf einen höheren Sicherheitsstandard gingen zwei Jahre später im Jahr 2009 die Blöcke 6 und 7 zurück ans Netz, 1 und 5 folgten im Jahr 2010. Die Blöcke 2, 3 und 4 blieben bis auf Weiteres deaktiviert.
Nach der Nuklearkatastrophe von Fukushima im März 2011 wurden als Vorsichtsmaßnahme bis März 2012 nochmals alle Reaktoren heruntergefahren. Der Betreiber TEPCO vergrößerte daraufhin die Sicherheitsvorkehrungen gegen Tsunamis und setzte sich für eine möglichst zeitige Wiederinbetriebnahme des Kraftwerks ein. Allerdings erteilte die Atomaufsichtsbehörde NRA auf Grund von Sicherheitsbedenken ein einstweiliges Betriebsverbot, das mit einigen Verzögerungen letztendlich erst im Dezember 2023 aufgehoben wurde. Daraufhin wurde Block 7 im April 2024 erstmals wieder mit Brennelementen beladen, benötigt aber für ein Wiederanfahren noch die Genehmigung der lokalen Behörden.

## Geschichte

### Bau
Die Reaktoren 1 bis 3 wurden ab 1985 von Toshiba fertiggestellt. Der vierte und fünfte Reaktor wurden von Hitachi geliefert. Der sechste Reaktor ist von General Electric und Toshiba. Der siebte stammt von General Electric und Hitachi. Die Brennelemente vom Typ ATRIUM-9 mit einer Gitterteilung von 9×9 stammen von Siemens. Der Betreiber ist Tōkyō Denryoku (TEPCO).
Während in Atomkraftwerken normalerweise Reaktoren in Reihe gebaut und chronologisch nach der Reihenfolge ihrer Fertigstellung benannt werden, wurde in Kashiwazaki-Kariwa von dieser Regel abgewichen. Nach der Fertigstellung von Block 1 begann fast zeitgleich der Bau des benachbarten Blocks 2 sowie der von Block 5 an einem anderen Bauplatz in einem Kilometer Entfernung. Anschließend wurden die Blöcke 3 und 4 neben den ersten beiden errichtet und die Blöcke 6 und 7 neben dem fünften.

### Betrieb

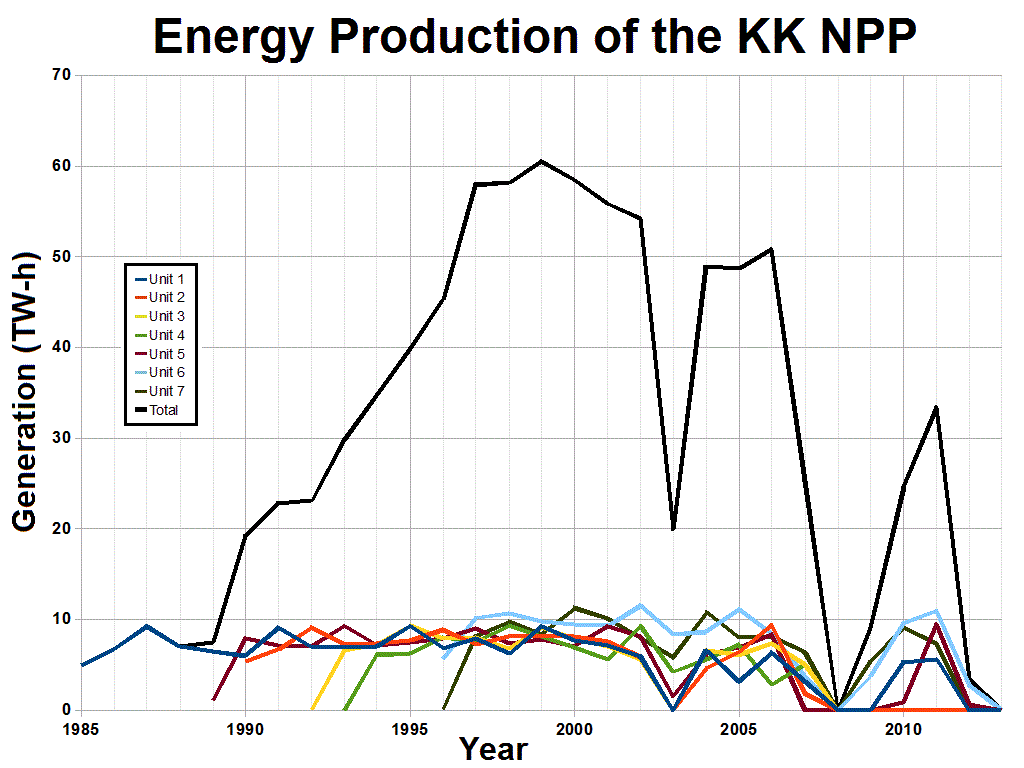
Stromproduktion der einzelnen Blöcke des Kernkraftwerks seit der Inbetriebnahme

Die sieben Reaktoren wurden von 1985 bis 1997 sukzessive in Betrieb genommen, und speisten pro Jahr bis zu 60 TWh an Strom in das Netz ein. Alle Reaktoren werden mit schwach angereichertem Uran als Kernbrennstoff betrieben.
Im Jahr 2002 wurde bekannt, dass der Betreiber TEPCO 16 Jahre lang Berichte gefälscht und Inspektionen aus Kostengründen verschleppt hatte. Alle TEPCO-Kernkraftwerke wurden daraufhin heruntergefahren. Am 16. Mai 2003 war die Überprüfung beendet und die Anlage konnte wieder angefahren werden.

### Stillstand nach Fukushima

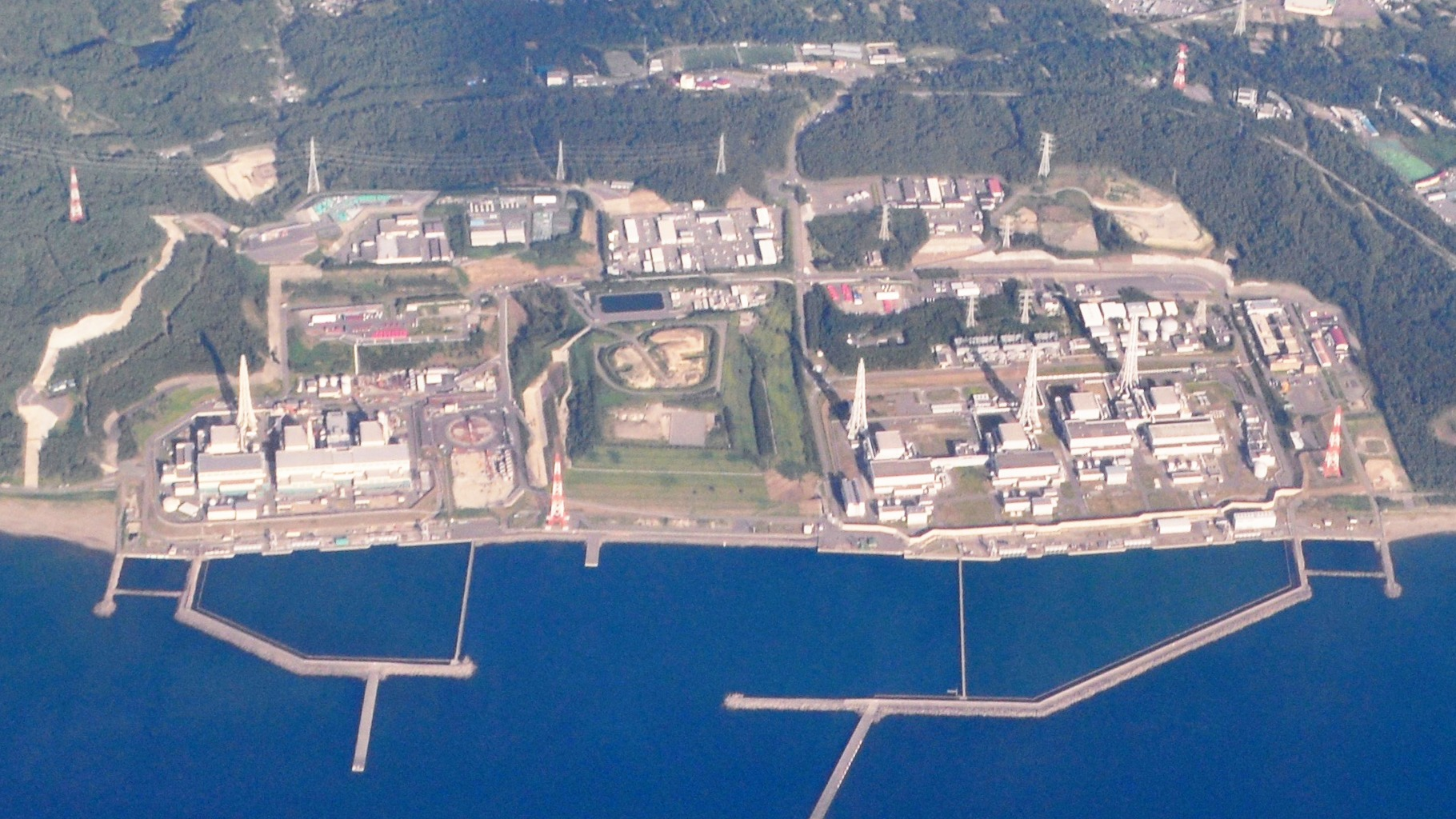
Kashiwazaki Kariwa – August 2019

Im März 2011 kam es zur Nuklearkatastrophe von Fukushima, die das Vertrauen Japans in seine Kernkraftwerke grundsätzlich in Frage stellte. Deshalb wurde auch Kashiwazaki-Kariwa, das selbst nicht betroffen war, wie alle japanischen Kernkraftwerke vorsichtshalber heruntergefahren, und befand sich daraufhin seit März 2012 im Stillstand.
Einen Monat nach Fukushima kündigte TEPCO konkrete Maßnahmen an, um Kashiwazaki-Kariwa gegen hohe Tsunamis abzusichern. Seitdem wurde das Kraftwerk an vielen Stellen umgebaut, um die deutlich erhöhten Sicherheitsauflagen der Atomaufsichtsbehörde NRA zu erfüllen. Dazu zählen eine 15 m hohe Tsunami-Mauer, neue Kühlwasser-Reservebecken und zusätzliche Filter gegen den Austritt radioaktiver Partikel. Auch die Belegschaft wurde aufgestockt, und spezielle Weiterbildungsmaßnahmen für Notfälle eingeführt.
Das Wiederanfahren der Blöcke 6 und 7 wurde dann erstmals am 27. September 2013 beantragt. Die NRA erklärte am 4. Oktober 2017, dass die beiden Blöcke nun die verschärften Auflagen erfüllten. Allerdings sprach sich die Lokalregierung dafür aus, erst die abschließende Untersuchung des Fukushima-Unfalls abzuwarten, bevor auch sie eine Betriebsgenehmigung erteilen würde. Der Betreiber strebte daraufhin die Wiederinbetriebnahme von vier Blöcken zwischen 2019 und 2021 an. In den Jahren 2018, 2019 und 2020 wurden weitere Sicherheits-Aufrüstungen umgesetzt und von der NRA anerkannt.
Im April 2021 teilte der Betreiber den Behörden mit, dass das Kraftwerksgelände im vergangenen Jahr an 16 Stellen nicht genug abgesichert gewesen war, sodass Unbefugte die stillstehende Anlage ohne Mühe hätten betreten können. Inspektoren deckten zusätzlich einen Vertuschungsversuch von TEPCO auf. Der Atomkraftgegner und frühere Nuklearingenieur Toshio Kimura befand, dass TEPCOs hartnäckige Vertuschungen zu nuklearen Sicherheitsvorschriften geführt hätten, die grundlegend fehlerhaft seien. Aufgrund des Vorfalls untersagte die NRA das Wiederanfahren von Kashiwazaki-Kariwa für weitere eineinhalb Jahre. In einem Bericht vom April 2022 befand die NRA, dass die aufgedeckten Sicherheitsmängel zumindest auf Kashiwazaki-Kariwa beschränkt waren und nicht auf ein weit verbreitetes Problem in der gesamten Unternehmenskultur von TEPCO hindeuteten.
Ab Ende 2021 kam es dann mit der neuen japanischen Regierung von Fumio Kishida zur Atomwende in Japan, seit der die Politik die Wiederinbetriebnahme der existierenden Kernkraftwerke wieder vollumfänglich unterstützt. Um die Abhängigkeit von Öl- und Gasimporten zu verringern und Stromengpässe zu vermeiden, setzte sich der Ministerpräsident nun dafür ein, möglichst viele Kernkraftwerke bald zurück ans Netz bringen. Nach dem Willen der Regierung sollten fortan auch die ersten Blöcke von Kashiwazaki-Kariwa bereits zum Sommer 2023 wieder Strom liefern. TEPCO zeigte sich zuversichtlich, das Kraftwerk unter normalen Bedingungen wieder sicher betreiben zu können. Es vertrat die Auffassung, alles in seiner Macht stehende zu tun, um die NRA-Richtlinien zu erfüllen, hielt aber den Zeitplan der Regierung für zu ambitioniert.
Erst im Dezember 2023 zeigte sich auch die NRA wieder vom Zustand des Kraftwerks überzeugt und gab grünes Licht für die Wiederinbetriebnahme. Am 15. April 2024 begann TEPCO damit, Block 7 wieder mit Brennelementen zu bestücken und betriebsfertig zu machen. Zum 26. April war der Block vollständig beladen. Für ein tatsächliches Wiederanfahren muss TEPCO daraufhin allerdings noch die Genehmigung der Lokalregierung der Region Niigata erhalten.

## Störfälle und Abweichungen
Im Kernkraftwerk Kashiwazaki-Kariwa kam es bisher zu keinen kerntechnischen Unfällen gemäß der Internationalen Bewertungsskala für nukleare Ereignisse (INES). Der einzige Störfall gemäß INES war die Beschädigung durch das Niigata-Chūetsu-Küstenerdbeben 2007, der als INES 1 („Störung“) eingestuft wurde. Durch das Erdbeben kam es zum Brand eines Transformators und zur Freisetzung geringer Mengen an Radioaktivität. Des Weiteren sind folgende Ereignisse ohne oder mit geringer sicherheitstechnischer Bedeutung aufgetreten:
- Im Mai 2000 musste der Block 6 vorläufig abgeschaltet werden, nachdem 300-fach erhöhte Iodwerte im Kühlkreislauf gemessen wurden.
- Am 5. März 2009 erlitt ein Mitarbeiter bei einem Brand leichte Verletzungen im Gesicht. Das Feuer konnte nach etwa 90 Minuten gelöscht werden. Laut Betreiber war die Reaktorsicherheit nicht gefährdet. Die Brandursache ist unklar.
- Am Morgen des 19. November 2009 trat Rauch aus dem Kraftwerk aus, der von einer defekten Kranbremse im Turbinenraum kam.
- Ende Februar 2011 war in Japan ein Bericht veröffentlicht worden, demzufolge in dem Kraftwerk etliche Geräte schlecht gewartet wurden.[27]
- Am 6. Mai 2011 wurde der Defekt eines Ventils bekanntgegeben, das im Notfall benötigt würde, um Wasser in den Reaktor zu pumpen.[27]

### Niigata-Chūetsu-Küstenerdbeben
Japan liegt auf dem Pazifischen Feuerring, einer Region um einen Großteil des Randes des Pazifischen Ozeans, in der Vulkanausbrüche und Erdbeben häufig sind. Am 16. Juli 2007 führte ein Erdbeben der Stärke 6,6 auf der Richterskala in der Region zu einem Transformatorbrand im Kernkraftwerk, der nach etwa zwei Stunden gelöscht werden konnte. Bei dem Erdbeben traten Bodenbeschleunigungen auf, welche die offiziellen Extrema der Schätzwerte für diesen Standort um das bis zu Zweieinhalbfache überschritten. „Wir haben bei der Planung des Kraftwerks nicht angenommen, dass ein Beben dieser Stärke auftreten könnte“, sagte ein Sprecher von TEPCO drei Tage nach dem Beben. „Aber nachdem wir auf die Daten über die Nachbeben geschaut haben, haben wir begriffen, dass die Verwerfung direkt unter der Kernkraftanlage entlang läuft.“ Bei den ursprünglichen offiziellen geologischen Untersuchungen war zwar eine Bruchkante in mehreren Kilometern Entfernung, aber nicht unter dem Reaktor diagnostiziert worden. Neuere Gutachten hatten eine Verwerfung direkt unter dem Reaktor angezeigt, die allerdings nicht aktiv sei. Aus diesem Grund wies der Oberste Gerichtshof in Tokio eine im Jahr 2005 von Anwohnern verlangte Aufhebung der Betriebsgenehmigung mit dem Verweis auf offizielle Gutachten zurück.
Durch das Erdbeben kam es zur Freisetzung von radioaktivem Material unterhalb der Dosis-Grenzwerte. So schwappte aus einem Abklingbecken über 1 Kubikmeter Wasser mit einer Aktivität von 90 kBq heraus, und mehrere Liter leicht-radioaktives Wasser mit einer Aktivität von bis zu 16 kBq leckten aus dem Gebäude von Block 6, wie TEPCO am selben Tag bekanntgab. Auch 800 Liter Öl sind ausgelaufen. Zudem fielen einige Behälter mit radioaktiv kontaminierter Kleidung um, deren Deckel sich dabei teilweise öffneten. Zwei Tage nach dem Beben wurde festgestellt, dass aus dem Abgaskamin von Block 7 geringe Mengen an radioaktivem Iod austraten, die eine Dosis von 2·10−6 Millisievert verursachten.
Wegen Schäden durch das Erdbeben wurde die gesamte Anlage für 21 Monate heruntergefahren und nahm den Leistungsbetrieb daraufhin im Mai 2009 wieder auf.

## Stromleitungen
Eine der Stromleitungen ist Teil der Drehstromleitung Kita-Iwaki und als Doppelleitung für 1100 Kilovolt (kV) Betriebsspannung ausgelegt, wird aber zurzeit mit 500 kV betrieben.

## Daten der Reaktorblöcke
Das Kernkraftwerk Kashiwazaki-Kariwa hat insgesamt sieben Blöcke:
| Reaktorblock         | Reaktortyp                     | Netto- leistung | Brutto- leistung | Baubeginn  | Netzsyn- chronisation | Kommer- zieller Betrieb | Status                                                                            |
| -------------------- | ------------------------------ | --------------- | ---------------- | ---------- | --------------------- | ----------------------- | --------------------------------------------------------------------------------- |
| Kashiwazaki Kariwa-1 | Siedewasserreaktor BWR-5       | 1.067 MW        | 1.100 MW         | 05.06.1980 | 13.02.1985            | 18.09.1985              | Seit 8/2011 im Langzeitstillstand, Sicherheitsnachrüstung abgeschlossen           |
| Kashiwazaki Kariwa-2 | Siedewasserreaktor BWR-5       | 1.067 MW        | 1.100 MW         | 18.11.1985 | 08.02.1990            | 28.09.1990              | Seit 7/2007 im Langzeitstillstand, Sicherheitsnachrüstung abgeschlossen           |
| Kashiwazaki Kariwa-3 | Siedewasserreaktor BWR-5       | 1.067 MW        | 1.100 MW         | 07.03.1989 | 08.12.1992            | 11.08.1993              | Seit 7/2007 im Langzeitstillstand, Sicherheitsnachrüstung abgeschlossen           |
| Kashiwazaki Kariwa-4 | Siedewasserreaktor BWR-5       | 1.067 MW        | 1.100 MW         | 05.03.1990 | 21.12.1993            | 11.08.1994              | Seit 7/2007 im Langzeitstillstand, Sicherheitsnachrüstung abgeschlossen           |
| Kashiwazaki Kariwa-5 | Siedewasserreaktor BWR-5       | 1.067 MW        | 1.100 MW         | 20.06.1985 | 12.09.1989            | 10.04.1990              | Seit 1/2012 im Langzeitstillstand, Sicherheitsnachrüstung abgeschlossen           |
| Kashiwazaki Kariwa-6 | Advanced Boiling Water Reactor | 1.315 MW        | 1.356 MW         | 03.11.1992 | 29.01.1996            | 07.11.1996              | Seit 3/2012 im Langzeitstillstand, Genehmigung zum Wiederanfahren liegt vor       |
| Kashiwazaki Kariwa-7 | Advanced Boiling Water Reactor | 1.315 MW        | 1.356 MW         | 01.07.1993 | 17.12.1996            | 02.07.1997              | Seit 8/2011 im Langzeitstillstand, seit April 2024 wieder mit Brennstäben beladen |